# Bill Crothers
Bill Crothers, född 24 december 1940 i Markham i Ontario, är en kanadensisk före detta friidrottare.
Crothers blev olympisk silvermedaljör på 800 meter vid sommarspelen 1964 i Tokyo.